# Bariera wdrożeniowa
Bariera wdrożeniowa (ang. implementation barrier) – niemożność wdrożenia rozwiązania informatycznego, która może być wynikiem m.in. niekompatybilności infrastruktury, presji czasu, niepraktyczności, braku umiejętności technicznych lub środków finansowych, zdolności i wiedzy specjalistycznej.